# 일동도서관 (안산시)
안산시 일동도서관은 경기도 안산시 상록구 일동 소재의 시립 도서관이다.

## 연혁
- 2011년 10월 11일 개관.

## 시설현황
- 2층: 열람실, 문화교실, 동아리실, 안내실
- 1층: 문헌자료실, 어린이자료실, 유아자료실, 사무실

## 이용 안내
이용 시간
- 2층 열람실: 하절기 07:00~23:00 / 동절기 08:00~23:00
- 1층 자료실: 매일 09:00~18:00

휴관일
- 매주 월요일
- 국경일 및 정부에서 지정하는 공휴일
- 관장이 지정하는 임시휴관일